# Lơ Ku
Lơ Ku là một xã thuộc huyện Kbang, tỉnh Gia Lai, Việt Nam.
Xã Lơ Ku có diện tích 141,33 km², dân số năm 1999 là 2.427 người, mật độ dân số đạt 17 người/km².